# 6602-es mellékút (Magyarország)
A 6602-es számú mellékút egy közel tíz kilométer hosszú, négy számjegyű mellékút Baranya vármegye északi részén.

## Nyomvonala
A 66-os főútból ágazik ki, annak 16+100-as kilométerszelvénye táján, Magyarszék lakott területén. Első, alig száz méteres szakasza Hársfa utca néven húzódik, nyugat felé, majd miután keresztez egy patakot, északnyugatnak fordul és József Attila utca néven folytatódik. Alig fél kilométer után kilép a település házai közül, majd 1,6 kilométer után el is éri a következő település, Magyarhertelend határát. Innen még nagyjából hatszáz méteren át a két község határvonalát kíséri, 2,2 kilométer után lép be teljesen ez utóbbi település területére.
2,7 kilométer után éri el Barátúr településrészt, annak északi szélén halad el. A harmadik kilométerénél már ismét külterületen halad, ahol 3,6 kilométer után, észak felől mellé ér a Baranya-csatorna; innentől párhuzamosan húzódnak, nyugati irányban haladva. A negyedik kilométere táján éri el Magyarhertelend központjának északkeleti szélét, majd 4,2 kilométer után egy elágazáshoz ér: dél felől a 6608-as út torkollik bele, majdnem pontosan 10 kilométer után, Orfű felől, észak felé pedig egy önkormányzati út ágazik ki a Dombóvár–Komló-vasútvonal Magyarhertelend megállóhelye felé. Rövid belterületi szakaszán a Fürdő utca nevet viseli, 4,5 kilométer után ki is lép a belterületről. Messze azonban még sokáig nem távolodik a község központjától: külterületi szakaszán még két olyan kiágazása is következik, dél felé, amin Magyarhertelend nyugati részei érhetők el.
A hatodik kilométere előtt lép az út Bodolyabér területére; ott elhagyja a Baranya-csatornát, amely itt északnyugati irányt vesz. 6,7 kilométer után éri el e község első házait, ugyanott ágazik ki északkelet felé egy rossz minőségű önkormányzati út Bodolyabér megállóhely felé. A folytatásban Egyházbér településrész északi peremén húzódik el, Petőfi Sándor utca néven, 7,4 kilométer után kilép a településrész házai közül, majd egy szűk egy kilométeres, szerpentines szakasz után eléri Kisbodolya településrészt; ott a Hunyadi János utca nevet viseli, majd 8,7 kilométer után kilép a községből. Utolsó métereit Kishajmás területén teljesíti, ott ér véget, beletorkollva a 6601-es útba, annak 2+100-as kilométerszelvénye közelében.
Teljes hossza, az országos közutak térképes nyilvántartását szolgáló kira.gov.hu adatbázisa szerint 9,655 kilométer.

## Települések az út mentén
- Magyarszék
- Magyarhertelend
- Bodolyabér
- Kishajmás